# Adolf Boerner
Adolf Boerner (* 3. November 1870 in Hamburg; † 17. Juli 1930 ebenda) war ein deutscher Klassischer Philologe und Gymnasiallehrer.

## Leben
Adolf Boerner, der Sohn des Bildhauers Carl Boerner und Enkel des Malers Carl Gustav Boerner, besuchte ab Frühjahr 1880 das Gymnasium Johanneum zu Hamburg. Auf Anregung seiner Lehrer studierte er nach der Reifeprüfung (Ostern 1889) Klassische Philologie und Geschichte an der Universität Göttingen, wo ihn besonders Ulrich von Wilamowitz-Moellendorff, Friedrich Leo und Hermann Sauppe förderten. Er wurde Mitglied des Philologisch-Historischen Vereins Göttingen im Naumburger Kartellverband. Das Sommersemester 1890 und das Wintersemester 1890/1891 verbrachte er an der Berliner Universität und besuchte Vorlesungen und Übungen bei den Philologen Hermann Diels und Johannes Vahlen, bei den Historikern Ulrich Köhler und Otto Hirschfeld sowie beim Archäologen Reinhard Kekulé von Stradonitz.
Nach seiner Rückkehr gehörte Boerner in Göttingen zwei Semester lang dem Proseminar an, dann drei Semester dem Philologischen Seminar. 1894 wurde er bei Ulrich von Wilamowitz-Moellendorff mit einer Dissertation über die griechische Geschichte von 410 bis 403 v. Chr. promoviert. Das Rigorosum fand am 7. März 1894 statt.
Nach dem Lehramtsexamen und dem Probejahr wurde Boerner Ostern 1898 als Oberlehrer am Wilhelm-Gymnasium zu Hamburg angestellt. Hier arbeitete er mehrere Jahrzehnte. 1923 wurde er zum Schulleiter ernannt. Aus gesundheitlichen Gründen trat er Ostern 1926 in den Ruhestand. Er starb vier Jahre später im Alter von 59 Jahren.
Als anerkannter Spezialist für die Geschichte des Peloponnesischen Krieges verfasste Boerner außer seiner Dissertation auch verschiedene Artikel für die Realencyclopädie der classischen Altertumswissenschaft, die von Georg Wissowa herausgegeben wurde.